# Vipstjerter og pibere
Motacillidae (vipstjerter og pibere) er en familie af spurvefugle bestående af cirka seks slægter med i alt 69 arter, der er udbredt over næsten hele verden, men især i den palæarktiske zone. Fra Danmark kendes f.eks. arterne hvid vipstjert og engpiber.
Piberne har en plettet fjerdragt ligesom lærkerne, mens vipstjerternes er uplettede. De hører til den gruppe af spurvefugle, der har ni synlige håndsvingfjer. Armsvingfjerne er forlængede og ofte lige så lange som håndsvingfjerene. Halen har 12 styrefjer og er forholdsvis lang. 

## Slægter
- Amaurocichla, 1 art, korthale
- Motacilla, 12 arter, fx gul vipstjert
- Dendronanthus, 1 art, skovvipstjert
- Tmetothylacus, 1 art, guldpiber
- Macronyx, 8 arter, fx gulbrystet sporepiber
- Anthus, 44 arter, fx skovpiber

Det er usikkert om korthale (Amaurocichla bocagii) hører med i familien.

## Billeder
|                                                     |
| Skovvipstjert (Dendronanthus indicus) fra Singapore |

|                                                                   |
| Gulbrystet sporepiber (Macronyx croceus) fra Serengeti i Tanzania |